# Municipio de Suaqui Grande
El municipio de Suaqui Grande es un municipio del estado de Sonora.

## Toponimia
El origen del topónimo Suaqui Grande proviene del idioma pima que significa "corazón de Pitaya".

## Geografía
El municipio de Suaqui Grande cuenta con una extensión territorial de 889.28 km², se encuentra ubicado en las coordenadas 28°23′42.7″N 109°53′19.5″O / 28.395194, -109.888750 colinda con al norte con La Colorada y San Javier, al sur con Cajeme, al este con Onavas y Yécora y al oeste con Guaymas.

## Clima
Suaqui Grande cuenta con un clima seco Bso(h) hw(c), con una temperatura media máxima mensual de 33.5 °C, y con una temperatura media mínima mensual de 13.2 °C; la temperatura media anual es de 23.4 °C. 
La época de lluvias se presenta en verano, principalmente en los meses de julio y agosto, cuenta con una precipitación media anual de 443.3 milímetros. Las heladas y granizos son ocasionales en los meses de febrero y marzo.
| Parámetros climáticos promedio de Suaqui Grande, Sonora (1951-2010)              | Parámetros climáticos promedio de Suaqui Grande, Sonora (1951-2010) | Parámetros climáticos promedio de Suaqui Grande, Sonora (1951-2010) | Parámetros climáticos promedio de Suaqui Grande, Sonora (1951-2010) | Parámetros climáticos promedio de Suaqui Grande, Sonora (1951-2010) | Parámetros climáticos promedio de Suaqui Grande, Sonora (1951-2010) | Parámetros climáticos promedio de Suaqui Grande, Sonora (1951-2010) | Parámetros climáticos promedio de Suaqui Grande, Sonora (1951-2010) | Parámetros climáticos promedio de Suaqui Grande, Sonora (1951-2010) | Parámetros climáticos promedio de Suaqui Grande, Sonora (1951-2010) | Parámetros climáticos promedio de Suaqui Grande, Sonora (1951-2010) | Parámetros climáticos promedio de Suaqui Grande, Sonora (1951-2010) | Parámetros climáticos promedio de Suaqui Grande, Sonora (1951-2010) | Parámetros climáticos promedio de Suaqui Grande, Sonora (1951-2010) |
| Mes                                                                              | Ene.                                                                | Feb.                                                                | Mar.                                                                | Abr.                                                                | May.                                                                | Jun.                                                                | Jul.                                                                | Ago.                                                                | Sep.                                                                | Oct.                                                                | Nov.                                                                | Dic.                                                                | Anual                                                               |
| -------------------------------------------------------------------------------- | ------------------------------------------------------------------- | ------------------------------------------------------------------- | ------------------------------------------------------------------- | ------------------------------------------------------------------- | ------------------------------------------------------------------- | ------------------------------------------------------------------- | ------------------------------------------------------------------- | ------------------------------------------------------------------- | ------------------------------------------------------------------- | ------------------------------------------------------------------- | ------------------------------------------------------------------- | ------------------------------------------------------------------- | ------------------------------------------------------------------- |
| Temp. máx. abs. (°C)                                                             | 38.0                                                                | 42.0                                                                | 42.0                                                                | 45.0                                                                | 47.0                                                                | 49.0                                                                | 47.0                                                                | 46.0                                                                | 46.0                                                                | 45.0                                                                | 44.0                                                                | 41.0                                                                | 49.0                                                                |
| Temp. máx. media (°C)                                                            | 27.0                                                                | 28.5                                                                | 30.0                                                                | 34.0                                                                | 37.6                                                                | 40.2                                                                | 37.8                                                                | 36.8                                                                | 37.3                                                                | 34.9                                                                | 30.9                                                                | 27.4                                                                | 33.5                                                                |
| Temp. media (°C)                                                                 | 17.9                                                                | 18.8                                                                | 19.9                                                                | 22.6                                                                | 25.7                                                                | 28.8                                                                | 28.3                                                                | 27.7                                                                | 27.6                                                                | 24.8                                                                | 20.4                                                                | 18.1                                                                | 23.4                                                                |
| Temp. mín. media (°C)                                                            | 8.7                                                                 | 9.1                                                                 | 9.8                                                                 | 11.3                                                                | 13.8                                                                | 17.3                                                                | 18.9                                                                | 18.5                                                                | 17.9                                                                | 14.6                                                                | 9.9                                                                 | 8.8                                                                 | 13.2                                                                |
| Temp. mín. abs. (°C)                                                             | -5.0                                                                | 0.0                                                                 | -0.5                                                                | 0.0                                                                 | 0.0                                                                 | 0.0                                                                 | 0.0                                                                 | 2.0                                                                 | 3.0                                                                 | 0.0                                                                 | -4.0                                                                | -5.0                                                                | -5.0                                                                |
| Precipitación total (mm)                                                         | 18.9                                                                | 14.0                                                                | 4.4                                                                 | 3.3                                                                 | 4.0                                                                 | 19.3                                                                | 141.4                                                               | 125.4                                                               | 59.4                                                                | 18.6                                                                | 10.1                                                                | 24.5                                                                | 443.3                                                               |
| Días de precipitaciones (≥ 0.1 mm)                                               | 1.7                                                                 | 1.3                                                                 | 0.7                                                                 | 0.4                                                                 | 0.4                                                                 | 1.9                                                                 | 10.0                                                                | 7.8                                                                 | 4.0                                                                 | 1.6                                                                 | 1.2                                                                 | 1.8                                                                 | 32.8                                                                |
| Fuente: Servicio Meteorológico Nacional. Actualizado el 14 de diciembre de 2016. |                                                                     |                                                                     |                                                                     |                                                                     |                                                                     |                                                                     |                                                                     |                                                                     |                                                                     |                                                                     |                                                                     |                                                                     |                                                                     |

## Población
La población registrada en el censo de población y vivienda de 2010 realizada por el INEGI fue de 1,121 habitantes de los cuales 604 son hombres y 517 son mujeres.

### Principales asentamientos
| Nombre        | Tipo   | Código Postal |
| ------------- | ------ | ------------- |
| Suaqui Grande | Pueblo | 85580         |

## Economía
Las principales actividades económicas son la ganadería y la agricultura.